# Lidia Trettel
Lidia Trettel, née le 5 avril 1973 à Cavalese, est une snowboardeuse italienne spécialisée dans le slalom.
Au cours de sa carrière, elle a remporté la médaille de bronze olympique en Jeux olympiques d'hiver de 2002 à Salt Lake City en slalom géant. Aux mondiaux, elle a remporté la médaille d'argent en 1999 en slalom géant.

## Palmarès

### Jeux olympiques d'hiver
- Médaillée de bronze olympique en slalom géant aux Jeux olympiques d'hiver de 2002 à Salt Lake City ( États-Unis)

### Championnats du monde
- Vice-championne du monde en slalom géant aux Championnats du monde de 1999 à Berchtesgaden ( Allemagne)